# Fefan
Fefan (auch Fefen genannt) ist die drittgrößte bewohnte Insel des Chuuk-Atolls in den Föderierten Staaten von Mikronesien. 

## Geographie
Fefan hat eine Fläche von 13,4 km² und eine Bevölkerung von 3471 Einwohnern (Stand 2010). Die Insel ist hügelig und erreicht im Mt. Iron (Chuk en Ipar) im nördlichen Teil eine Höhe von 303 Metern über dem Meeresspiegel.
Hauptort und Sitz der Gemeindeverwaltung ist Mesa im Nordosten der Insel.
Historisch war Fefan in 11 Distrikte gegliedert. Diese sind in Reihenfolge des Uhrzeigersinns, beginnend im Norden:
1. Ununo
2. Wininis
3. Mesa
4. Upen
5. Sapota
6. Sapotiu
7. Kukuwu
8. Saporanong
9. Sanuk
10. Onongoch
11. Tine

Die Grenzen der Distrikte Ununo, Wininis, Onongoch und Tine treffen sich am Mt. Iron (Chuk en Ipar), dem höchsten Punkt der Insel.
In aktuellen Zensus-Dokumenten werden 25 Dörfer (villages) aufgelistet:
FEIN, 
SANNUK, 
MWEN, 
SAPORENONG, 
UPWEIN, 
MESEIKU, 
MWANUKUN, 
KUKKU, 
SOPPWO, 
SOPUTIW, 
SOPETA, 
OOUN, 
SOPEOR, 
UPWEN, 
EWES, 
FOSON, 
MESSA, 
WININIS, 
SOPETIW, 
PIEIS, 
UNUNNO, 
FONGEN, 
ONNONGOCH, 
TOTIW, 
INAKA, 
FANIP.

## Bildung
Die Southern Namoneas High School befindet sich in Sapota im Südosten der Insel.